# Сто найвпливовіших людей в історії (книга)
Сто найвпливовіших людей в історії (англ. The 100: A Ranking of the Most Influential Persons in History) — книга американського астрофізика Майкла Харта. Вперше видана в 1978 році, згодом перевидана зі змінами в 1992. В книзі зібрано біографії людей, які на думку Харта мали найбільший вплив на історію людства.

## Опис
На першому місці рейтингу Харт розмістив пророка ісламу Магомета. Такий вибір був сприйнятий читачами суперечливо. Харт стверджував, що Магомет був «у вищій мірі успішним» як в релігійній так і у світській сферах. Він також вважав, що роль Магомета у розвитку ісламу значно переважала роль Ісуса Христа в розвитку християнства, ключове значення у розповсюджені якого Харт приписує апостолу Павлу.
Харт не включив до списку Авраама Лінкольна. У редакції 1992 року він зменшив позиції особистей, пов'язаних з комунізмом, таких як Володимир Ленін та Мао Цзедун і включив до списку Михайла Горбачова.

## Список
| Місце | Портрет | Ім'я               | Роки життя                 | Примітки                                     |
| ----- | ------- | ------------------ | -------------------------- | -------------------------------------------- |
| 1     |         | Магомет            | 571—632                    | пророк ісламу                                |
| 2     |         | Ісаак Ньютон       | 1642—1727                  | фізик, математик, механік та астроном        |
| 3     |         | Ісус Христос       | 7-2 до н. е.—26-36         | месія, засновник християнства                |
| 4     |         | Сіддгартха Ґаутама | 563 до н. е.—483 рік н. е. | засновник буддизму                           |
| 5     |         | Конфуцій           | 551 до н. е.—479 до н. е.  | засновник конфуціанства                      |
| 6     |         | Апостол Павло      | 5—64                       | апостол                                      |
| 7     |         | Цай Лунь           | 50—121                     | винахідник паперу                            |
| 8     |         | Йоганн Гутенберг   | 1397—1468                  | винахідник друкарства                        |
| 9     |         | Христофор Колумб   | 1451—1506                  | мореплавець, один з першовідкривачів Америки |
| 10    |         | Альберт Ейнштейн   | 1879—1955                  | фізик-теоретик                               |